# Gayaneh

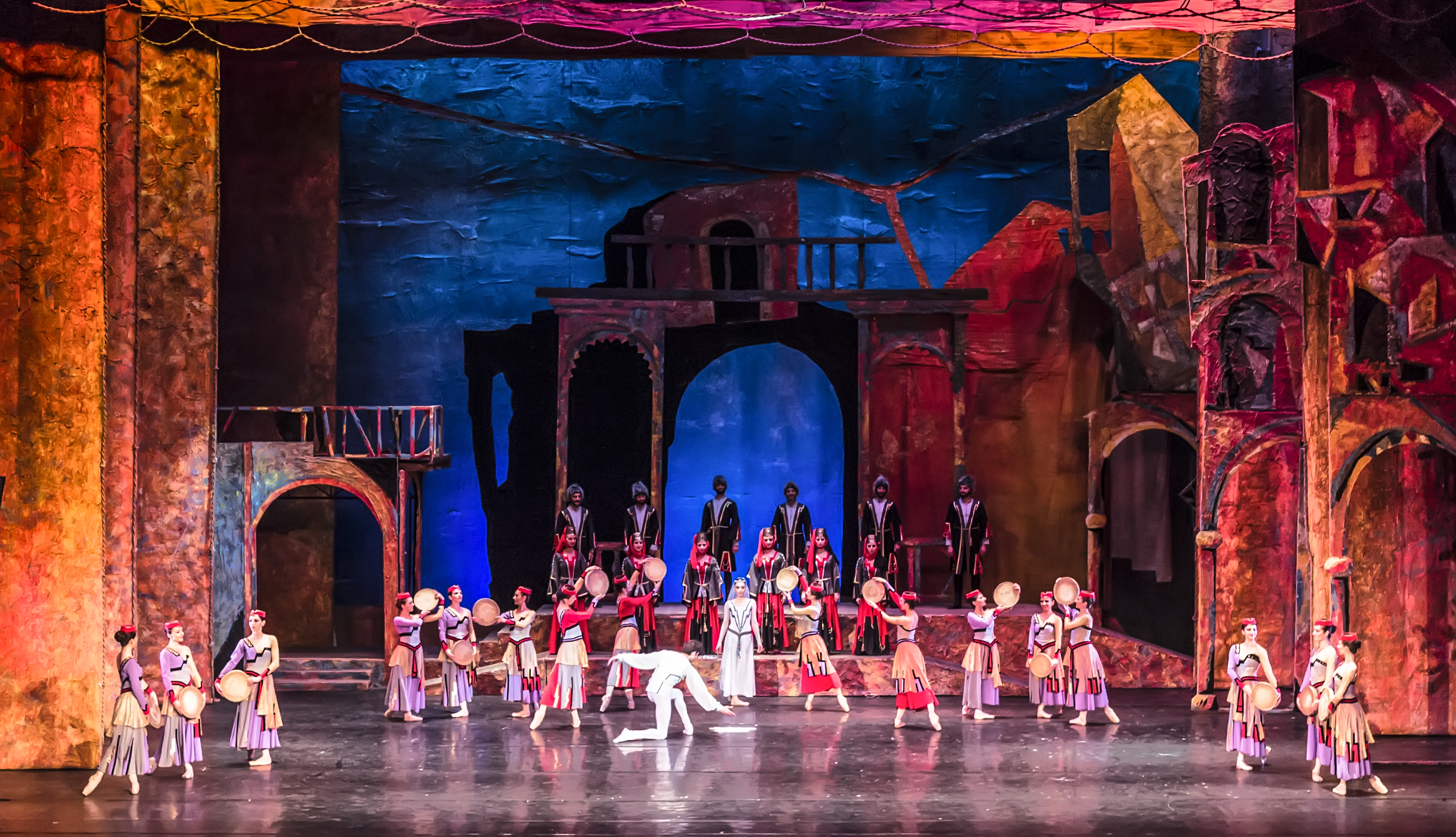
Ballet Gayaneh.

Gayanéh es un ballet en cuatro actos con música de Aram Jachaturián. Fue compuesto en 1942 sobre un libreto de Konstantín Derzhavin, y coreografiado por Nina Anísimova. La partitura fue revisada en 1952, y en 1957, con un nuevo libreto. Cuenta la historia de una joven armenia cuyos sentimientos patrióticos colisionan con los personales cuando descubre la traición de su marido. No obstante, el argumento fue modificado posteriormente en varias ocasiones y al final se da más importancia al romance que al patriotismo. 
Fue estrenado por el Ballet Kirov en Perm (Rusia) el 9 de diciembre de 1942. Los bailarines principales fueron: Natalia Dudínskaya (Gayanéh), Nikolái Zubkovsky (Koren), Konstantín Serguéyev (Armén), Tatanya Vecheslova (Nuné) y Borís Shavrov (Giko). El diseño de escena original corrió a cargo de Natán Altman (escena) y Tatyana Bruni (vestuario).
En 1943, Jachaturián recopiló tres suites orquestales. En la tercera incluyó una de las piezas más conocidas del compositor y de la música orquestal: la Danza del sable.
La pieza Adagio se emplearía en la película 2001: A Space Odyssey.